# Brunbukig tapakul
Brunbukig tapakul (Scytalopus femoralis) är en fågel i familjen tapakuler inom ordningen tättingar.

## Utbredning och systematik
Fågeln lever i Anderna i östra Peru (från Amazonas till Junín). Den behandlas som monotypisk, det vill säga att den inte delas in i några underarter.

## Status
IUCN kategoriserar arten som livskraftig.